# Terra de la Reina Adelaida
La Terra de la Reina Adelaida fou una colònia britànica de l'Àfrica meridional. Inicialment una província de la colònia del Cap (1835) però només va durar uns mesos i llavors fou una colònia separada del 1835 al 1847.

## "Província de la Reina Adelaida" dins la colònia del Cap (1835)
Després de la 6a Guerra de Frontera (Guerra Hintsa), el 10 de maig de 1835 l'àrea va ser ocupada pel governador britànic Sir Benjamin d'Urban, i annexionat a la Colònia del Cap amb el nom de Província de la Reina Adelaida. Una ubicació pel nou govern de la província va ser seleccionat, i es va anomenar King Williams Town. La província va ser declarada com a lloc pel poblament de tribus africanes lleials, aquelles tribus rebels que estiguessin d'acord a reemplaçar el seu lideratge, i els Fengu (coneguts pels europeus com el poble fingo), qui havia arribat recentment fugint dels exèrcits zulu i havien estat vivint subjectes als xhosa. Els corresponents magistrats van ser nomenats per administrar el territori en l'esperança que gradualment, amb l'ajuda dels missioners, soscavarien l'autoritat tribal.

## "Terra de la Reina Adelaida" com a districte separat (1836-1847)
Només uns quants mesos després de la seva forçada unió a la Colònia de Cap, el 5 de desembre de 1835 aquesta colònia va desestimar l'annexió. La creació de la província era també condemnada per Londres, per ser antieconòmica i injusta.
Així la província de la Reina Adelaida fou formalment des-annexada el desembre de 1836, la frontera del Cap es va restablir enrere al riu Keiskamma, i nous tractats es van fer amb els caps responsables de l'ordre més enllà del riu Fish. L'àrea fou rebatejada districte de la Terra de la Reina Adelaida, amb Grahamstown com a capital. El govern indígena fou restablert arreu del territori i aquest van quedar com una entitat separada fins al 1847.
Després de la 7a Guerra de Frontera ("Guerra Amatola"), el 17 de desembre de 1847 l'àrea era un altre cop incorporada pel nou governador britànic Harry Smith, i un altre cop annexionada a la Colònia del Cap, aquesta vegada amb el nom de "colònia" de Cafrària Britànica (British Kaffraria)